# Mari Jászai
Mari Jászai, właściwie Krippel Mária, ale w księdze stanu cywilnego zapisana jako Kripl Maria Anna (ur. 24 lutego 1850 w Ászárze, zm. 5 października 1926 w Budapeszcie) – węgierska aktorka, najwybitniejsza aktorka Teatru Narodowego w Budapeszcie i jedna z największych węgierskich aktorek grających role tragiczne. 

## Życiorys
Jej ojcem był József Krippel, cieśla, a matką Julianna Keszey. Matka zmarła, gdy Mari miała pięć lat i pozostawiła osiem sierot. Ojciec ciężko pracował na utrzymanie swoich ośmiorga dzieci, ale jednocześnie był dla nich okrutny. Macocha, która po śmierci matki wprowadziła się do ich domu, nienawidziła dzieci męża z pierwszego małżeństwa. Do szkoły podstawowej u urszulanek uczęszczała w Győrze. Podczas szkolnej uroczystości recytowała okolicznościowy wiersz. Usłyszała wtedy, jak János Simor, biskup Győru i późniejszy Książę-Prymas Węgier powiedział do przełożonej klasztoru: Das Kind hat Talent!, (To dziecko ma talent!). W wieku jedenastu lat zaczęła pracę w karczmie, potem była piastunką w Wiedniu, a następnie w wieku lat 16 została markietanką. Trafiła wtedy na pole największego starcia wojny prusko-austriackiej, bitwy pod Sadową. W nagrodę za poświęcenie i odwagę dostała dyplom i 300 złotych reńskich nagrody, za które kupiła sobie odzież. Pod Sadową zdarzyło się też coś innego, została zgwałcona przez austriackiego sierżanta. Zdarzenie to rzuciło się cieniem na jej dalsze życie. 
W tym samym roku podążyła w ślad za trupą Gusztáva Hubaya do Székesfehérváru, gdzie zaczęła statystować. Pierwszy raz zagrała w niemej roli w sztuce A peleskei nótárius Józsefa Gaala. W 1867 r. grała już w Budzie u Istvána Bényeiego. W 1869 r. dołączyła do teatru Farkas utcai színház w Koloszwarze. 

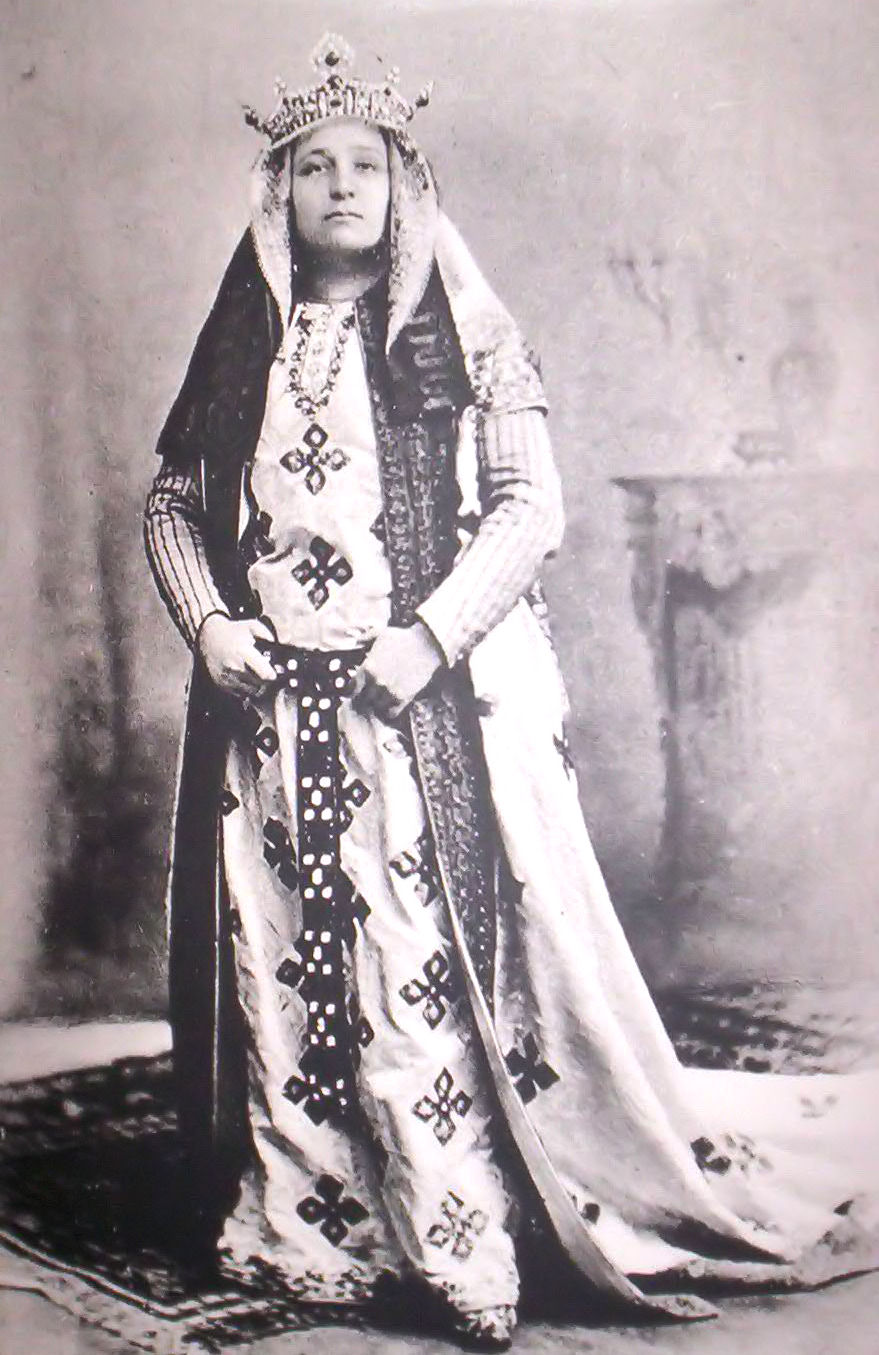
Mari Jászai w roli Gertrudy w latach 70. XIX w.

Podczas pobytu w Budzie poznała swojego męża, komika Vidora Kassaiego, z którym po dwóch latach się rozwiodła. W 1872 r. związała się z Teatrem Narodowym w Budapeszcie, któremu pozostała wierna do końca życia. Tylko w 1900 r. przeniosła się na rok do budapesztańskiego Teatru Komedii. W 1901 r. została stałym członkiem zespołu Teatru Narodowego i wystąpiła w premierze sztuki Bánk bán Józsefa Katony, gdzie zagrała rolę Gertrudy. Od 1893 r. przez jeden rok uczyła na Królewskiej Akademii Teatralnej w Budapeszcie, (Országos Magyar Királyi Színművészeti Akadémia). 
Uważana była za pożeraczkę męskich serc, ale według jej słów, swoje związki przeżywała głęboko. Po rozwodzie nie wyszła powtórnie za mąż. 
W czasie I wojny światowej swój czas wolny spędzała wśród rannych żołnierzy i na ich potrzeby wydawała swoje dochody. Zaopatrywała ich w bieliznę, tytoń, słodycze, książki, popołudniami występowała dla nich z recytacjami. Nie przeszkadzało jej cierpienie, brud, nie przyjmowała żadnych podziękowań ani odznaczeń. Jej mieszkanie było jak magazyn. W workach stały prezenty, które wysyłała na front. Niewielki majątek, który udało się jej zgromadzić, wydała w okresie wojny, a nawet popadła w długi. 
Towarzystwo Petőfiego, (Petőfi Társaság), doceniło nie tylko talent pisarski, ale także wielkie zasługi w popularyzacji kultu Petőfiego, gdy w 1908 r. nadało jej tytuł honorowego członka. Mari Jászai była najlepszą w historii interpretatorką dzieł Petőfiego, a fakt, że jego kult odrodził się na początku XX w. był w znacznej części jej zasługą.  
6 stycznia 1922 r. Węgry świętowały jubileusz pięćdziesięciolecia jej kariery aktorskiej na scenie Teatru Narodowego. Po raz ostatni wystąpiła 3 grudnia 1925 r.  w sztuce Złoty człowiek Móra Jókaiego jako matka Teresa. Zmarła 5.10.1926 r. w Budapeszcie w Sanatorium Jánosa (obecnie Klinika Kardiologii i Angiologii Uniwersytetu Semmelweisa). Pochowana została na cmentarzu Kerepesi w grobie wybudowanym jeszcze za jej życia. Jako materiału użyto kamieni ze rozbiórki starego budynku Teatru Narodowego, a kamień nagrobny, na którym wyryto epitafium, powstał z fragmentu jednej z jego kolumn.

### Upamiętnienie

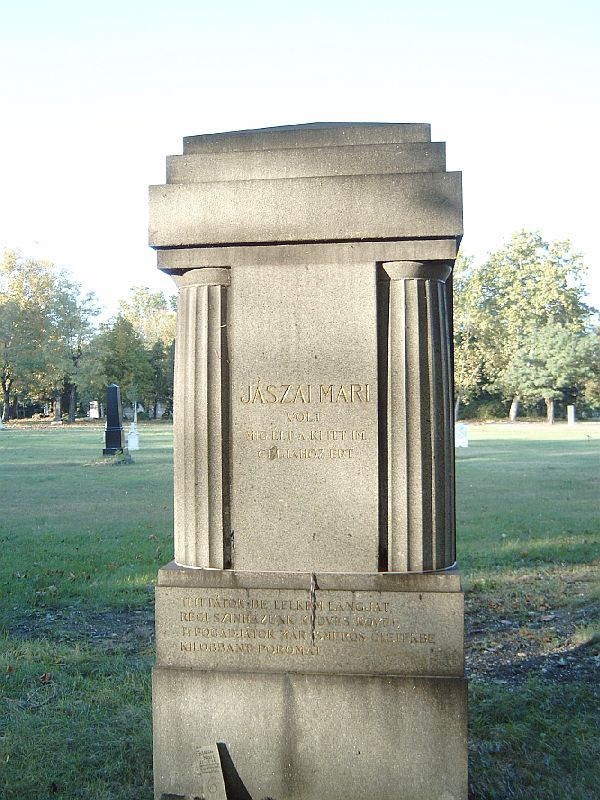
Grób Mari Jászai w Budapeszcie na cmentarzu przy ulicy Kerepesi út

Jeszcze za życia aktorki w 1922 r. umieszczono tablicę pamiątkową na jej domu rodzinnym w Ászárze, w którym obecnie istnieje dom jej pamięci. Jej imieniem nazwano teatr Jászai Mari Színház w Tatabányi. Również krater na Wenus zyskał jej imię. Od jej imienia pochodzi nazwa prestiżowej aktorskiej Nagrody Mari Jászai. Jej imię nosi plac w V i XIII dzielnicy Budapesztu. Także w Budapeszcie na ulicy Magyar utca 34 znajduje się Dom Aktora Színészotthon jej imienia z tablicą pamiątkową ozdobioną płaskorzeźbą. W Rábatamási na ulicy Szent István 33 urządzono izbę pamięci Mari Jászai. Słynna aktorka często przebywała w tej miejscowości w domu swojego brata Józsefa Jászaiego, nauczyciela kantorów. Na ścianie małego budynku szkolnego znajduje się marmurowa tablica, a w izbie od strony ulicy niewielki zbiór rzeczy osobistych i fotografii.

## Ważniejsze role

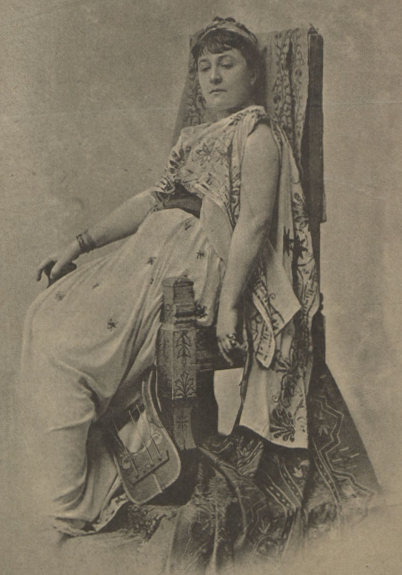
W roli Medei

### Dramaty Szekspira
Goneryla (Król Lear), królowa Małgorzata (Ryszard III), Lady Makbet, Porcja (Juliusz Cezar), Gertruda (Hamlet), Wolumnia (Koriolan), Imogena (Cymbelin), księżna Gloucester (Ryszard II).

### Pozostałe role
Ewa (Madách: Tragedia człowieka); Elżbieta, Maria (Schiller: Maria Stuart); Antygona, Elektra, Jokasta (Sofokles); Fedra (Racine); Medea, Safona (Grillparzer); Ella (Ibsen: John Gabriel Borkman), pani Alving (Ibsen: Upiory); Lena (Verga: Polowanie na wilka), Przedsława (Endre Szigligeti: Pretendent do tronu).

## Filmy nieme
- A tolonc (1914)
- Bánk bán (1914)[4]